# 후렌덕호사우루스

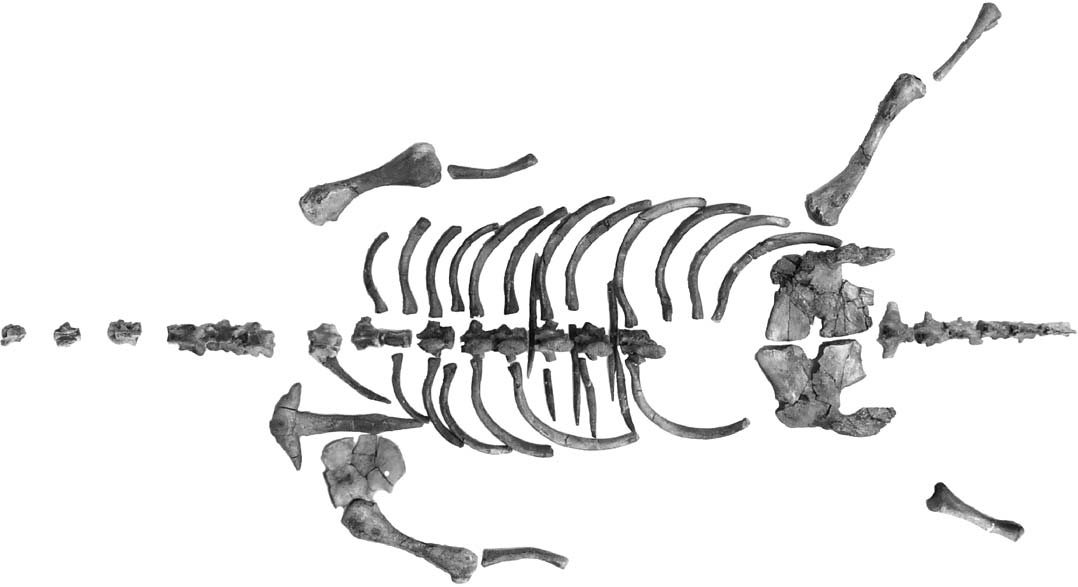

후렌덕호사우루스(학명:Khurendukhosaurus orlovi Sigogneau–Russell & Efimov)는 도마뱀아목에 이케초사우루스과에 속하는 도마뱀이다. 지금은 멸종한 종으로 몸길이가 1m인 중형급의 도마뱀에 속한다.

## 특징
후렌덕호사우루스는 수륙양용 파충류의 일종인 초리스토데르의 속이다. 육지와 강에서 모두 살아갔던 종으로 발에는 수영을 하기 위해서 물갈퀴의 모습으로 변형을 할 수가 있게 변형된 특징을 가지고 있었다. 또한 양턱이 다른 도마뱀에 비해 더 크고 강하게 발달되어 있었으며 총 25~30개의 톱니 모양을 가진 이빨들이 줄지어 나 있었다. 분류학적으로 보면 후렌덕호사우루스는 몽골과 러시아의 백악기 하층암에서 매우 잘 알려져 있다. 두 종의 이름이 붙여졌다. 유형종 K. 오를로비(K. orlovi)는 1984년에 시고뉴-러셀과 에피모프에 의해 단편적인 후골격 PIN 3386/3의 이름을 따서 명명되었다. 이러한 표본들은 몽골 중부의 후렌 두크에 있는 알비안 시대의 후렌 두크 성형에서 함께 발견되었다. 이곳의 호수 퇴적물에는 이레노사우루스(Choristoderes Irenosaurus)와 츠키리아(Chchoiria)의 화석도 포함되어 있다. K. 오를로비의 다른 두개골도 이 지역에서 발견되었다. 두 번째 종인 K. 바즈칼렌시스는 1996년에 에피모프에 의해 PIN 2234/201에 의해 이름이 지어졌으며, 스카풀로코라코이드와 늑골로 구성되어 있다. 이 뼈들은 러시아 부랴티아 구시노예 호수의 백악기 무르토이 형성에서 발견되었다. 최초의 러시아 초리스토데르인 에피모프·스토르스(2000년)는 소량의 재료로 볼 때 K. 오르로비와는 구별이 어렵다는 것을 알았다. 스쿠츠차스(2008)는 쿠렌덕호사우루스 내에 러시아 세존의 배치를 지지하는 추가 물질에 대해 보고했지만, K. 바즈칼렌시스 종은 그 속 내에서 의심스럽다는 것을 발견했다. 바틸리크 형성에서는 불확실한 종을 알 수 있다. 후렌덕호사우루스는 기껏해야 약 1미터(3.3피트) 길이의 작은 초리스토데르였다. 에피모프와 스토러스는 이를 초리스토데라의 기초 멤버로 여겼으나 스코츠차스는 계통생성학적 분석에서 이를 확인할 수 없었다. 목이 긴 초리스토데르의 무리인 히팔로사우루스(hyphalosaurids)와 관련이 있었을지도 모른다. 꼬리의 신경 가시가 길쭉한 것으로 보아 키 큰 꼬리를 이용해 헤엄쳤음을 알 수 있다. 2019년에는 쿠렌덕 포메이션으로부터 또 다른 세손 부분골격(MPC-MX 1/107)이 설명되어 적어도 13개의 경추로 긴 목의 존재를 확인했다. 계통생리학적 분석 결과 가장 기초적인 대뇌공룡으로 밝혀졌다. 먹이로는 당대에 서식했었던 물고기, 절지동물, 작은 동물과 공룡의 알들을 주로 잡아먹고 살았을 육식성의 도마뱀으로 추정되는 종이다.

## 생존시기와 서식지와 화석의 발견
후렌덕호사우루스가 생존하던 시기는 중생대의 백악기 초기로서 지금으로부터 1억 4550만년전~1억 2000만년전에 생존했던 종이다. 생존했던 시기에는 몽골과 러시아를 중심으로 하는 중앙아시아에 있는 강과 호수로 이뤄진 산맥으로 구성된 밀림과 열대우림에서 주로 서식했었던 종이다. 화석의 발견은 1984년에 아시아의 백악기에 형성된 지층에서 러시아의 고생물학자인 시고뉴-러셀과 에피모프에 의해 처음으로 발견되어 새롭게 명명된 종이다.